# Martin Jære
Martin Jære (* 9. Januar 1920 in Lønset; † 18. Dezember 2015 in Oppdal) war ein norwegischer Skilangläufer.
Jære, der für den Lønset IL startete, wurde im Jahr 1946 Zehnter und im Jahr 1947 Dritter beim Holmenkollen Skifestival über 50 km. Bei den Olympischen Winterspielen 1948 in St. Moritz errang er den zehnten Platz über 50 km.